# The Papas and the Mamas
Albums de The Mamas and the Papas
Deliver
(1967) People Like Us
(1971)
Singles
1. Twelve Thirty
Sortie : août 1967
2. Safe in My Garden
Sortie : mai 1968
3. Dream a Little Dream of Me
Sortie : juin 1968
4. For the Love of Ivy
Sortie : août 1968

The Papas and the Mamas est le quatrième album du groupe The Mamas and the Papas. Il est sorti en 1968, peu avant leur séparation.

## Titres
Toutes les chansons sont écrites et composées par John Phillips, sauf mention contraire.
| 1. | The Right Somebody to Love                     | Ralph Bass, Lowman Pauling              | 2:56 |
| 2. | Safe in My Garden                              |                                         | 3:15 |
| 3. | Meditation Mama (Transcendental Woman Travels) | John Phillips, Lou Adler                | 4:25 |
| 4. | For the Love of Ivy                            | Denny Doherty, John Phillips            | 3:45 |
| 5. | Dream a Little Dream of Me                     | Fabian Andre, Wilbur Schwandt, Gus Kahn | 3:17 |
| 6. | Mansions                                       |                                         | 3:47 |

| 7.  | Gemini Childe                                        |  | 4:07 |
| 8.  | Nothing's Too Good for My Little Girl                |  | 3:09 |
| 9.  | Too Late                                             |  | 4:10 |
| 10. | Twelve Thirty (Young Girls Are Coming to the Canyon) |  | 3:26 |
| 11. | Rooms                                                |  | 2:52 |
| 12. | Midnight Voyage                                      |  | 3:13 |

## Musiciens

### The Mamas and the Papas
- John Phillips : chant sur (A3), chœurs, guitare sur (A1-B4, B6)
- Michelle Phillips : chant, chœurs
- Denny Doherty : chant, chœurs
- Cass Elliot : chant, chœurs

### Musiciens
- Eric Hord : guitare sur (A1-B4, B6)
- Paul Downing : guitare sur (5)
- Joe Osborn : basse sur (A1-B4, B6)
- John York : basse sur (5)
- Larry Knechtel : piano, orgue
- Hal Blaine : batterie